# Me, She & Her
Me, She & Her var en dansk pigegruppe bestående af Pernille Dan, Trille Palsgaard og Susanne Marcussen. De brød igennem i 1995 med hitsinglen "I Count the Minutes", der var skrevet af den amerikanske sangskriver Diane Warren. Sangen blev senere indspillet af puertoricanske Ricky Martin i 1999. Gruppen udgav albummet Best Times, og ved Dansk Grammy 1996 vandt de prisen som Årets nye danske navn. Gruppen gik fra hinanden i 1997.
Pernille Dan, Trille Palsgaard og Susanne Marcussen, der oprindeligt alle var korsangerinder, fortsatte efter bruddet med at synge kor for kunstnere som Brødrene Olsen, Andrew Strong, Birthe Kjær, Lene Siel, Lis Sørensen, Big Fat Snake, og Flemming Bamse Jørgensen.